# Benešov nad Ploučnicí
Benešov nad Ploučnicí − miasto w Czechach, w kraju ujskim. W 2021 roku miasto liczyło 3 659 mieszkańców.
W mieście jest stacja kolejowa Benešov nad Ploučnicí.

## Demografia
| Rok             | 1970  | 1980  | 1991  | 2001  | 2003  | 2006  | 2021  |
| --------------- | ----- | ----- | ----- | ----- | ----- | ----- | ----- |
| Liczba ludności | 3 630 | 4 758 | 4 233 | 4 062 | 4 043 | 4 056 | 3 659 |

Źródło: Czeski Urząd Statystyczny